# Menai (Cosmoledo)
Menai ist eine Insel der Seychellen und die Hauptinsel des Atolls Cosmoledo in den Outer Islands.

## Geographie
Die Insel liegt im westlichen Riffsaum des Atolls zusammen mit mehreren kleinen Ausläufern: Ile L’Anse, Ile Macaque, Ilot Lacroix, Ile des Rats, Ile Chauve Souris nordöstlich, sowie Ile Baleine und Ile aux Moustiques südlich. Die sichelmondförmige Insel erstreckt sich von Nordosten nach Süden. Im Osten, zur Lagune hin umgibt sie eine Mangroven-bestandene Bucht. Die Westküste ist gegliedert durch mehrere winzige Halbinseln und Riffe: Pointe Cavalier, Pointe Cimetière und andere, die die Buchten Anse Cauvin und Anse Moringue markieren. Die Insel hat eine Fläche von 246,8 ha.